# Freddy León
Freddy Alberto León Aristizábal (Bogotà, 24 settembre 1970) è un ex calciatore colombiano, di ruolo attaccante.